# Seznam dílů seriálu H2O: Stačí přidat vodu
Toto je seznam dílů seriálu H2O: Stačí přidat vodu. Australský televizní seriál pro děti a mládež H2O: Stačí přidat vodu vysílala od července 2006 tamní televizní stanice Network Ten a později téhož roku také australský kanál Disney Channel. Druhá řada byla vysílána o rok později a třetí v roce 2009 (nejprve od 26. října 2009 ve Velké Británii a až poté od 22. května 2010 v Austrálii). V České republice seriál vysílá stanice Disney Channel a od září 2013 ČT :D.
H2O: Stačí přidat vodu má připravený film, který bude mít premiéru 31. prosince 2014 na ČT :D.[potřebuje aktualizovat]

## Přehled řad
| Řada | Díly | Premiéra v Austrálii (3. řada ve VB) | Premiéra v Austrálii (3. řada ve VB) | Premiéra v ČR (ČT :D) | Premiéra v ČR (ČT :D) |
| Řada | Díly | První díl                            | Poslední díl                         | První díl             | Poslední díl          |
| ---- | ---- | ------------------------------------ | ------------------------------------ | --------------------- | --------------------- |
| 1    | 26   | 7. července 2006                     | 29. prosince 2006                    | 7. září 2013          | 1. prosince 2013      |
| 2    | 26   | 28. září 2007                        | 21. března 2008                      | 7. prosince 2013      | 9. března 2014        |
| 3    | 26   | 26. října 2009                       | 16. dubna 2010                       | 27. dubna 2016        | 9. června 2016        |

## Seznam dílů

### První řada (2006)
| Č. v seriálu | Č. v řadě | Název                 | Český název                      | Režie          | Premiéra v Austrálii | Premiéra v ČR (ČT :D) | Produkční kód |
| ------------ | --------- | --------------------- | -------------------------------- | -------------- | -------------------- | --------------------- | ------------- |
| 1            | 1         | Metamorphosis         | Přeměna                          | Colin Budds    | 7. července 2006     | 7. září 2013          | 101           |
| 2            | 2         | Pool Party            | Večírek u bazénu                 | Colin Budds    | 14. července 2006    | 8. září 2013          | 102           |
| 3            | 3         | Catch of the Day      | Úlovek dne                       | Colin Budds    | 21. července 2006    | 14. září 2013         | 103           |
| 4            | 4         | Party Girls           | Pyžamový večírek                 | Colin Budds    | 28. července 2006    | 15. září 2013         | 104           |
| 5            | 5         | Something Fishy       | Ryba smrdí od hlavy              | Colin Budds    | 4. srpna 2006        | 21. září 2013         | 105           |
| 6            | 6         | Young Love            | Mladá Láska                      | Colin Budds    | 11. srpna 2006       | 22. září 2013         | 106           |
| 7            | 7         | Moon Spell            | Čarovný úplněk                   | Colin Budds    | 18. srpna 2006       | 28. září 2013         | 107           |
| 8            | 8         | The Denman Affair     | Aféra doktorky Denmanové         | Colin Budds    | 25. srpna 2006       | 29. září 2013         | 108           |
| 9            | 9         | Dangerous Waters      | Nebezpečné vody                  | Colin Budds    | 1. září 2006         | 5. října 2013         | 109           |
| 10           | 10        | The Camera Never Lies | Kamera nikdy nelže               | Colin Budds    | 8. září 2006         | 6. října 2013         | 110           |
| 11           | 11        | Sink or Swim          | Buď a nebo                       | Colin Budds    | 15. září 2006        | 12. října 2013        | 111           |
| 12           | 12        | The Siren Effect      | Zpěv Sirén                       | Colin Budds    | 22. září 2006        | 13. října 2013        | 112           |
| 13           | 13        | Shipwrecked           | Ztroskotání                      | Colin Budds    | 28. září 2006        | 19. října 2013        | 113           |
| 14           | 14        | Surprise!             | Překvapení!                      | Jeffrey Walker | 6. října 2006        | 20. října 2013        | 114           |
| 15           | 15        | The Big Chill         | Zmrzlá na kost                   | Jeffrey Walker | 13. října 2006       | 26. října 2013        | 115           |
| 16           | 16        | Lovesick              | Zamilovaní                       | Jeffrey Walker | 20. října 2006       | 27. října 2013        | 116           |
| 17           | 17        | Under the Weather     | Pod vlivem počasí                | Jeffrey Walker | 27. října 2006       | 2. listopadu 2013     | 117           |
| 18           | 18        | Bad Moon Rising       | Zlý měsíc útočí                  | Jeffrey Walker | 3. listopadu 2006    | 3. listopadu 2013     | 118           |
| 19           | 19        | Hurricane Angela      | Hurikán Angela                   | Jeffrey Walker | 10. listopadu 2006   | 10. listopadu 2013    | 119           |
| 20           | 20        | Hook, Line and Sinker | Připravit háček, nahodit a čekat | Jeffrey Walker | 17. listopadu 2006   | 11. listopadu 2013    | 120           |
| 21           | 21        | Red Herring           | Rudovlasá panna                  | Jeffrey Walker | 24. listopadu 2006   | 16. listopadu 2013    | 121           |
| 22           | 22        | Fish Out of Water     | Ryba na suchu                    | Jeffrey Walker | 1. prosince 2006     | 17. listopadu 2013    | 122           |
| 23           | 23        | In Too Deep           | Moc hluboko                      | Jeffrey Walker | 8. prosince 2006     | 23. listopadu 2013    | 123           |
| 24           | 24        | Love Potion #9        | Nápoj lásky                      | Jeffrey Walker | 15. prosince 2006    | 24. listopadu 2013    | 124           |
| 25           | 25        | Dr. Danger            | Nebezpečná doktorka              | Jeffrey Walker | 22. prosince 2006    | 30. listopadu 2013    | 125           |
| 26           | 26        | A Twist in the Tail   | Kolotoč ploutví                  | Jeffrey Walker | 29. prosince 2006    | 1. prosince 2013      | 126           |

### Druhá řada (2007–2008)
| Č. v seriálu | Č. v řadě | Název                            | Český název                | Režie          | Premiéra v Austrálii | Premiéra v ČR (ČT :D) | Produkční kód |
| ------------ | --------- | -------------------------------- | -------------------------- | -------------- | -------------------- | --------------------- | ------------- |
| 27           | 1         | Stormy Weather                   | Bouřka                     | Jeffrey Walker | 28. září 2007        | 7. prosince 2013      | 201           |
| 28           | 2         | Control                          | Ovládání                   | Jeffrey Walker | 5. října 2007        | 8. prosince 2013      | 202           |
| 29           | 3         | The One That Got Away            | Jedna, co unikla           | Jeffrey Walker | 12. října 2007       | 14. prosince 2013     | 203           |
| 30           | 4         | Fire and Ice                     | Oheň a led                 | Jeffrey Walker | 19. října 2007       | 15. prosince 2013     | 204           |
| 31           | 5         | Hocus Pocus                      | Hokus pokus                | Jeffrey Walker | 26. října 2007       | 21. prosince 2013     | 205           |
| 32           | 6         | Pressure Cooker                  | Tlakový hrnec              | Jeffrey Walker | 2. listopadu 2007    | 22. prosince 2013     | 206           |
| 33           | 7         | In Hot Water                     | V horké vodě               | Jeffrey Walker | 9. listopadu 2007    | 4. ledna 2014         | 207           |
| 34           | 8         | Wrong Side of the Tracks         | Opačná strana kolejí       | Jeffrey Walker | 16. listopadu 2007   | 9. ledna 2014         | 208           |
| 35           | 9         | Riding for a Fall                | Jízda pro pád              | Jeffrey Walker | 23. listopadu 2007   | 12. ledna 2014        | 209           |
| 36           | 10        | Missed the Boat                  | Zmeškání lodě              | Jeffrey Walker | 30. listopadu 2007   | 16. ledna 2014        | 210           |
| 37           | 11        | In Over Our Heads                | Hledači pokladů            | Jeffrey Walker | 7. prosince 2007     | 18. ledna 2014        | 211           |
| 38           | 12        | Fish Fever                       | Rybí horečka               | Jeffrey Walker | 14. prosince 2007    | 19. ledna 2014        | 212           |
| 39           | 13        | Moonwalker                       | Kempování na ostrově Mako  | Jeffrey Walker | 21. prosince 2007    | 25. ledna 2014        | 213           |
| 40           | 14        | Get Off My Tail                  | Nešlapej mi na ocas!       | Colin Budds    | 28. prosince 2007    | 26. ledna 2014        | 214           |
| 41           | 15        | Irresistible                     | Neodolatelný               | Colin Budds    | 4. ledna 2008        | 1. února 2014         | 215           |
| 42           | 16        | Double Trouble                   | Dvojité potíže             | Colin Budds    | 11. ledna 2008       | 2. února 2014         | 216           |
| 43           | 17        | Moonstruck                       | V záři měsíce              | Colin Budds    | 18. ledna 2008       | 8. února 2014         | 217           |
| 44           | 18        | The Heat is On                   | Napětí stoupá              | Colin Budds    | 25. ledna 2008       | 9. února 2014         | 218           |
| 45           | 19        | The Gracie Code Part One         | Příběh Gracie (první část) | Colin Budds    | 1. února 2008        | 15. února 2014        | 219           |
| 46           | 20        | The Gracie Code Part Two         | Příběh Gracie (druhá část) | Colin Budds    | 8. února 2008        | 16. února 2014        | 220           |
| 47           | 21        | And Then There Were Four         | A pak byly čtyři           | Colin Budds    | 15. února 2008       | 22. února 2014        | 221           |
| 48           | 22        | Bubble, Bubble, Toil and Trouble | Dřina s bublinkami         | Colin Budds    | 22. února 2008       | 27. února 2014        | 222           |
| 49           | 23        | Reckless                         | Bezohledný                 | Colin Budds    | 29. února 2008       | 1. března 2014        | 223           |
| 50           | 24        | Three's Company                  | Oslava ve třech            | Colin Budds    | 7. března 2008       | 2. března 2014        | 224           |
| 51           | 25        | Sea Change                       | Proměna v moři             | Colin Budds    | 14. března 2008      | 8. března 2014        | 225           |
| 52           | 26        | Unfathomable                     | Neponořitelná              | Colin Budds    | 21. března 2008      | 9. března 2014        | 226           |

### Třetí řada (2009–2010)
| Č. v seriálu | Č. v řadě | Název                     | Český název             | Režie          | Scénář           | Premiéra ve VB    | Premiéra v ČR (ČT :D) | Produkční kód |
| ------------ | --------- | ------------------------- | ----------------------- | -------------- | ---------------- | ----------------- | --------------------- | ------------- |
| 53           | 1         | The Awakening             | Probuzení               | Jeffrey Walker | Joss King        | 26. října 2009    | 27. dubna 2016        | 301           |
| 54           | 2         | Jungle Hunt               | Cesta džunglí           | Jeffrey Walker | Anthony Morris   | 27. října 2009    | 28. dubna 2016        | 302           |
| 55           | 3         | Keep Your Enemies Close   | Přítel nebo nepřítel    | Jeffrey Walker | Sam Carroll      | 28. října 2009    | 2. května 2016        | 303           |
| 56           | 4         | Valentine's Day           | Valentýn                | Jeffrey Walker | Simon Butters    | 29. října 2009    | 3. května 2016        | 304           |
| 57           | 5         | Big Ideas                 | Velké plány             | Jeffrey Walker | Philip Dalkin    | 30. října 2009    | 4. května 2016        | 305           |
| 58           | 6         | Secrets & Lies            | Tajemství a lži         | Jeffrey Walker | Simon Butters    | 2. listopadu 2009 | 5. května 2016        | 306           |
| 59           | 7         | Happy Families            | Šťastné rodinky         | Jeffrey Walker | Max Dann         | 3. listopadu 2009 | 9. května 2016        | 307           |
| 60           | 8         | Kidnapped                 | Únos                    | Jeffrey Walker | Chris Roache     | 4. listopadu 2009 | 10. května 2016       | 308           |
| 61           | 9         | The Sorcerer's Apprentice | Nebezpečné čáry         | Jeffrey Walker | Philip Dalkin    | 5. listopadu 2009 | 11. května 2016       | 309           |
| 62           | 10        | Revealed                  | Odhalení                | Jeffrey Walker | Sam Carroll      | 6. listopadu 2009 | 12. května 2016       | 310           |
| 63           | 11        | Just a Girl at Heart      | Jsem hlavně holka       | Jeffrey Walker | Anthony Morris   | 18. ledna 2010    | 16. května 2016       | 311           |
| 64           | 12        | Crime & Punishment        | Zločin a trest          | Jeffrey Walker | Max Dann         | 19. ledna 2010    | 17. května 2016       | 312           |
| 65           | 13        | To Have & To Hold Back    | Žij a nech žít          | Jeffrey Walker | Simon Butters    | 21. ledna 2010    | 18. května 2016       | 313           |
| 66           | 14        | Mermaid Magic             | Vílí magie              | Colin Budds    | Anthony Morris   | 22. února 2010    | 19. května 2016       | 314           |
| 67           | 15        | Power Play                | Přesilovka              | Colin Budds    | Anthony Morris   | 23. února 2010    | 23. května 2016       | 315           |
| 68           | 16        | The Dark Side             | Úplněk                  | Colin Budds    | Sam Carroll      | 24. února 2010    | 24. května 2016       | 316           |
| 69           | 17        | A Magnetic Attraction     | Magnetická přitažlivost | Colin Budds    | Sam Carroll      | 25. února 2010    | 25. května 2016       | 317           |
| 70           | 18        | Into the Light            | Nebezpečné odhalení     | Colin Budds    | Sam Carroll      | 12. dubna 2010    | 26. května 2016       | 318           |
| 71           | 19        | Breakaway                 | Všechno jednou končí    | Colin Budds    | Anthony Morris   | 13. dubna 2010    | 30. května 2016       | 319           |
| 72           | 20        | Queen for a Day           | Jeden den královnou     | Colin Budds    | Samantha Strauss | 13. dubna 2010    | 31. května 2016       | 320           |
| 73           | 21        | The Jewel Thief           | Kdo ukradl přívěsek     | Colin Budds    | Simon Butters    | 14. dubna 2010    | 1. června 2016        | 321           |
| 74           | 22        | Mako Masters              | Vládkyně ostrova Mako   | Colin Budds    | Philip Dalkin    | 14. dubna 2010    | 2. června 2016        | 322           |
| 75           | 23        | Beach Party               | Plážová párty           | Colin Budds    | Anthony Morris   | 15. dubna 2010    | 6. června 2016        | 323           |
| 76           | 24        | Too Close for Comfort     | Ne tak blízko, prosím   | Colin Budds    | Max Dann         | 15. dubna 2010    | 7. června 2016        | 324           |
| 77           | 25        | A Date With Destiny       | Schůzka s osudem        | Colin Budds    | Chris Roache     | 16. dubna 2010    | 8. června 2016        | 325           |
| 78           | 26        | Graduation                | Maturita                | Colin Budds    | Joss King        | 16. dubna 2010    | 9. června 2016        | 326           |